# John Loudon McAdam
John Loudon McAdam (Ayr (Escócia), 21 de setembro de 1756 – Moffat (Escócia), 20 de novembro de 1836) foi um engenheiro civil escocês.
Dedicou sua vida à construção de estradas, até que inventou um sistema que consiste em assentar três camadas de pedras colocadas numa fundação com valas laterais para drenagem da água da chuva. Esse sistema, por sua causa, chama-se macadamização.